# Carlos Gutiérrez Estefa
Carlos Gutiérrez Estefa (Città del Messico, 5 febbraio 1999) è un calciatore messicano, centrocampista svincolato.

## Caratteristiche tecniche
È un esterno destro.

## Carriera

### Nazionale
Nel 2018 con la nazionale Under-20 messicana ha disputato il campionato nordamericano Under-20; successivamente ha anche partecipato ai Mondiali Under-20 del 2019.